# Plàcid Cruells
Plàcid Cruells (Espanya, ?) va ser un compositor i religiós servita. D’ell es conserva una Missa de rèquiem a tres veus a la parròquia de Santa Maria del Pi i a l’Institut Municipal d’Història de Barcelona.